# Classe Juliett
I sottomarini classe Juliett (Progetto 651 secondo la classificazione russa) erano battelli a propulsione convenzionale equipaggiati con missili da crociera. Ne furono costruiti 16 esemplari, oggi tutti radiati.

## Storia

### Sviluppo
I Juliett vennero ordinati dalla Marina Sovietica alla fine degli anni cinquanta, in modo da avere una certa capacità di attacco nucleare sulle coste orientali degli Stati Uniti. Dal punto di vista tecnico, si trattava di una versione di dimensioni ridotte dei progetto 675 Echo II.
In origine era prevista la costruzione di 35 battelli, in pratica ne vennero realizzati solo 16, tra il 1962 ed il 1968, tutti presso il cantiere navale di Krasnoe Sormovo, presso Gor'kij (oggi Nižnij Novgorod).
I Juliett rimasero in servizio fino agli anni ottanta, e l'ultimo venne radiato nel 1994.
Una versione equipaggiata con missili balistici, chiamata progetto 652, non ebbe seguito.

## Descrizione tecnica

### Caratteristiche tecniche
Dal punto di vista tecnico, i Juliett sono una versione ridotta e a propulsione convenzionale dei classe Echo.
Lo scafo è ricoperto di una speciale gomma che permette di assorbire i rumori, e quindi ridurre la possibilità di essere individuati dai sonar.
I progetto 651 hanno il doppio scafo. Lo scafo interno è suddiviso in otto compartimenti:
- 1 camera di lancio siluri di prua
- 2 alloggi e batterie di riserva
- 3 sala controllo missili e batterie
- 4 sala controllo del sottomarino
- 5 alloggi e batterie
- 6 motori diesel e generatori
- 7 motori elettrici
- 8 sala siluri posteriore

L'autonomia in emersione può raggiungere le 18 000 miglia. In immersione, invece, la propulsione è assicurata da motori elettrici, alimentati da circa 300 tonnellate di batterie. L'autonomia in immersione è di 810 miglia. Inoltre, alcuni esemplari sono stati dotati di apparati di comunicazione satellitare.

### Armamento
I Juliett erano equipaggiati con quattro missili da crociera a testata nucleare, e 10 tubi lanciasiluri (6 a prua e 4 a poppa) con un totale di 22 siluri. Il tempo di preparazione richiesto per il lancio del primo missile era quattro minuti e mezzo. Gli altri tre potevano invece essere lanciati alla distanza di 10 secondi. Il lancio avveniva in emersione, mentre il sottomarino è in movimento alla velocità di quattro nodi.
I missili inizialmente imbarcati erano gli SS-N-3 Shaddock nella versione P-3 a guida inerziale, che vennero poi sostituiti dai più accurati SS-N-3 P-6. Infine, i Juliett ricevettero gli SS-N-12 Sandbox, che misero in grado questi sottomarini di colpire le portaerei americane.

## Esemplari in servizio

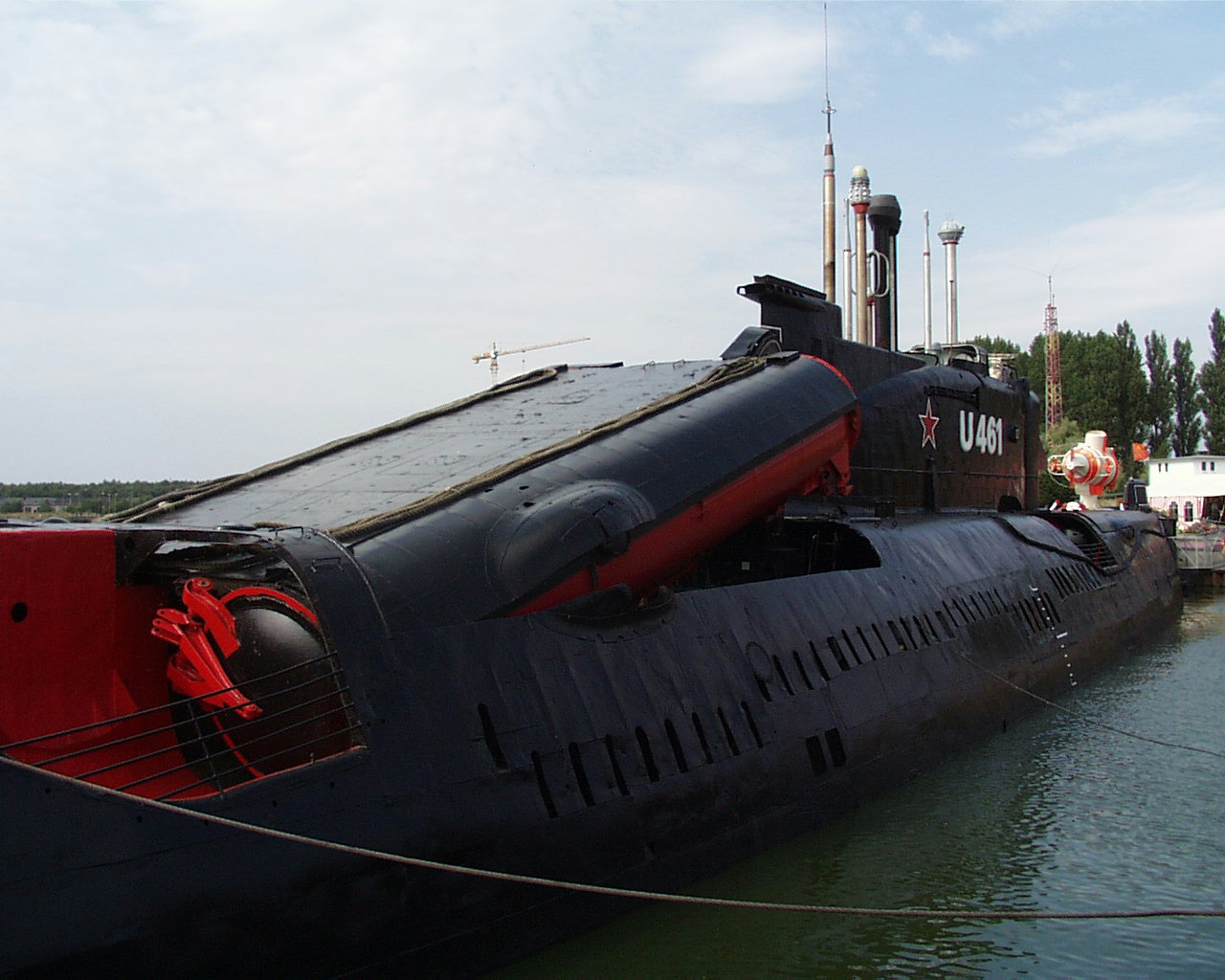
Un Juliett con le rampe di lancio per i missili sollevate.

- K-156: entrato in servizio nel 1963, venne rinominato B 156 nel 1987. Demolito nel 1991-1995.
- K-85: entrato in servizio nel 1964, venne demolito nel 1991-1995.
- K-70: entrato in servizio nel 1964, venne rinominato B 270 e demolito nel 1991-1995.
- K-24: entrato in servizio nel 1965, venne rinominato B 124. Venduto alla Finlandia nel 1994 ed utilizzato come ristorante galleggiante.
- K-77: entrato in servizio nel 1965, venne demolito nel 1991-1995.
- K-81: entrato in servizio nel 1965, venne venduto alla Finlandia nel 1994 per essere utilizzato come ristorante galleggiante.
- K-68: entrato in servizio nel 1965, venne demolito nel 1991-1995.
- K-63: entrato in servizio nel 1966, venne demolito nel 1991-1995.
- K-58: entrato in servizio nel 1966, venne demolito nel 1991-1995.
- K-73: entrato in servizio nel 1966, venne demolito nel 1991-1995.
- K-67: entrato in servizio nel 1967, venne demolito nel 1991-1995.
- K-78: entrato in servizio nel 1967, venne rinominato B 478. Demolito nel 1991-1995.
- K-203: entrato in servizio nel 1967, venne demolito nel 1991-1995.
- K-304: entrato in servizio nel 1968, venne demolito nel 1991-1995.
- K-318: entrato in servizio nel 1968, venne demolito nel 1991-1995.
- K-120: entrato in servizio nel 1968, venne demolito nel 1991-1995.